# Dolicholatirus pauli
Dolicholatirus pauli är en snäckart som först beskrevs av McGinty 1955.  Dolicholatirus pauli ingår i släktet Dolicholatirus och familjen Fasciolariidae. Inga underarter finns listade i Catalogue of Life.